# Il panettone non bastò. Scritti, racconti e fiabe natalizie
Il panettone non bastò. Scritti, racconti e fiabe natalizie è una raccolta postuma di scritti di Dino Buzzati, pubblicata nel 2004 da Mondadori, dedicati e aventi come tema centrale il Natale. L'antologia contiene racconti, articoli, fiabe, poesie e disegni di Dino Buzzati pubblicati lungo tutto il corso della sua carriera sul Corriere della Sera e su altre testate giornalistiche. Questi pezzi sono stati scelti e ordinati da Lorenzo Viganò.
In precedenza, una prima raccolta di testi buzzatiani, in parte su temi natalizi e in parte su temi della musica, con un racconto dedicato a una Cronaca dal Duemila, uscì nel 1990 col titolo Lo strano Natale di Mr. Scrooge e altre storie, a cura di Giulio Nascimbeni.

## Gli scritti
- Tecnica del presepio
- Strano Natale
- Presepio in locale 20
- Domani una grande occasione
- Montenero, 66 pressappoco una fiaba
- Natale come una volta?
- Lunga ricerca nella notte di Natale
- Stupidità dei bambini
- Senza titolo
- Bonifica di Natale
- Il panettone non bastò
- Lo strano fenomeno che si chiama Natale
- Fiaba di Natale
- Signori, una proposta per lo meno ascoltatela
- Atroce Natale
- Natale è passato. Riposo!
- Troppo Natale!
- La tecnica dei regali è piuttosto in ribasso
- Rabbia di Natale
- Il grandissimo Gesù Bambino
- Il cane vuoto
- Mio fratello aprì un pacchetto…
- Il dramma del doppio stipendio
- La casa senza
- Che scherzo!
- La saponetta
- Una torta e una carezza
- Lo strano Natale di Mister Scrooge
- Lo stacco di Natale
- Decorazioni natalizie
- Quando l'albero non era di plastica
- Il problema del Bambino Gesù
- Lo strano boxer sul comodino

## Edizioni
- Lo strano Natale di Mr. Scrooge e altre storie, Introduzione di Giulio Nascimbeni, Collana Scrittori italiani, Milano, Arnoldo Mondadori Editore, novembre 1990,  p. 372, ISBN 978-88-0434014-0.
- Il panettone non bastò. Scritti, racconti e fiabe natalizie, a cura di Lorenzo Viganò, Collana Oscar Scrittori moderni, Milano, Mondadori, novembre 2004,  pp. XXXIX-178, ISBN 978-88-045-3478-5. - Collana Oscar Moderni, Mondadori, 2019, ISBN 978-88-047-2052-2.